# Adelaide International 2 2023
Adelaide International 2 2023 a fost un turneu de tenis din Circuitul ATP 2023 și din Circuitul WTA 2023. A fost un turneu combinat ATP 250 și WTA 500 pe terenuri dure în aer liber din Adelaide, Australia. A fost a treia ediție a turneului pentru femei și a doua ediție pentru bărbați. Turneul a avut loc la Memorial Drive Tennis Center în perioada 9-15 ianuarie 2023 și urmează turneului Adelaide International 1 2023, un turneu combinat ATP 250 și WTA 500, desfășurat în același loc, o săptămână mai târziu. Înlocuiește turneul de la Sydney International din Sydney, care găzduiește prima ediție a United Cup 2023.
Turneul masculin de 642.735 USD este în categoria ATP Tour 250. Turneul feminin, cu un buget de 780.637 $, s-a clasat în categoria WTA 500. 
Din cauza invaziei Rusiei în Ucraina în februarie 2022, decizia luată de WTA, ATP și ITF privind anularea turneelor planificate pe teritoriul Rusiei și excluderea echipelor naționale ale Rusiei și Belarusului din competiții, a rămas în vigoare. Jucătorii de tenis ruși și belaruși pot continua să concureze pe circuite, dar nu sub steagul Rusiei și Belarusului până la o nouă notificare.

## Campioni

### Simplu masculin
Pentru mai multe informații consultați Adelaide International 2 2023 – Simplu masculin

### Dublu masculin
Pentru mai multe informații consultați Adelaide International 2 2023 – Dublu masculin

### Simplu feminin
Pentru mai multe informații consultați Adelaide International 2 2023 – Simplu feminin

### Dublu feminin
Pentru mai multe informații consultați Adelaide International 2 2023 – Dublu feminin

## Puncte și premii în bani

### Distribuția punctelor
| Probă           | C   | F   | SF  | QF  | R16 | R32 | Q   | Q2  | Q1  |
| Simplu masculin | 250 | 150 | 90  | 45  | 20  | 0   | 12  | 6   | 0   |
| Dublu masculin* | 250 | 150 | 90  | 45  | 20  | 0   | N/A | N/A | N/A |
| Simplu feminin  | 470 | 305 | 185 | 100 | 55  | 1   | 25  | 13  | 1   |
| Dublu feminin*  | 470 | 305 | 185 | 100 | 1   | N/A | N/A | N/A | N/A |

*per echipă